# إيزابيل شنابل
إيزابيل شنابل (بالألمانية: Isabel Schnabel) من مواليد 9 أغسطس 1971هي اقتصادية ألمانية تشغل منصب عضو في المجلس التنفيذي للبنك المركزي الأوروبي منذ عام 2020.
أصبحت أستاذًا للاقتصاد المالي في جامعة بون في عام 2015 وعضوًا في المجلس الألماني للخبراء الاقتصاديين في عام 2014. عملت سابقًا في جامعة ماينتس من 2007 إلى 2015.